# Hamberg Lakes
Hamberg Lakes är sjöar i Sydgeorgien och Sydsandwichöarna (Storbritannien). De ligger i den nordvästra delen av Sydgeorgien och Sydsandwichöarna. Hamberg Lakes ligger 6 meter över havet. Arean är 0,21 kvadratkilometer.  Den sträcker sig 0,9 kilometer i nord-sydlig riktning, och 0,7 kilometer i öst-västlig riktning.